# جائزة دينين الكبرى 2019
جائزة دينين الكبرى 2019 (بالفرنسية: Grand Prix de Denain 2019)‏ هو سباق دراجات هوائية، وهو الموسم رقم 61 من السباق، وأقيم في 24 مارس 2019، وامتدّ لمسافة 198 كيلومتر، وهو أحد سباقات طواف أوروبا للدراجات 2019، وهو من نوع سباق يوم واحد، وهو من نوع سباق الدراجات.
فاز فيه بالمركز الأول ماثيو فان دير بيل، وبالمركز الثاني مارك ساريو، وبالمركز الثالث تيموثي دوبونت.

## الفرق
| فرق عالمية (3)- AG2R La Mondiale - جروباما-إف دي جي - Trek-Segafredo فرق قارية محترفة (14)- أندروني جوكاتولي-سيدرمك 2019 ‏ - برجس بي إتش 2019 ‏ - Cofidis, Solutions Crédits - Corendon-Circus - ديلكو ‏ - Direct Énergie - Israel Cycling Academy - ريوال ريددينز 2019 ‏ - رومبوت تشارلز 2019 ‏ - سبورت فلاندرين بالويس 2019 ‏ - Arkéa-Samsic - فيتال كونسبت 2019 ‏ - Wanty-Groupe Gobert - بنجوال باوليز ساوكس دبليو بي ‏ فرق قارية (5)- أموري وفيتا - برودير 2019 ‏ - Development Team DSM–Firmenich PostNL ‏ - Van Rysel–Roubaix ‏ - إتش بي بي تي بي – أوبير 93 ‏ - سوبرانو هام ايزوريكس 2019 ‏ |  |
| |  |

## التصنيف العام النهائي
| \| التصنيف العام \| التصنيف العام \| التصنيف العام \| التصنيف العام \| التصنيف العام \| \| العداء \| العداء \| الفريق \| الوقت \| \| \| ------------- \| ---------------------------- \| ----------------------------------------- \| ------------- \| ------------- \| \| 1 \| ماثيو فان دير بيل \| Corendon-Circus \| 4 س 21 د 39 ث \| \| \| 2 \| مارك ساريو \| Groupama-FDJ \| + 3 ث \| \| \| 3 \| تيموثي دوبونت \| Wanty-Gobert \| + 3 ث \| \| \| 4 \| ماتيو موشيتي \| Trek-Segafredo \| + 3 ث \| \| \| 5 \| Emiel Vermeulen [الإنجليزية]‏ \| Van Rysel–Roubaix [الإنجليزية]‏ \| + 3 ث \| \| \| 6 \| جوستين جوليس \| بنجوال باوليز ساوكس دبليو بي [الإنجليزية]‏ \| + 3 ث \| \| \| 7 \| بيير باربييه \| Van Rysel–Roubaix [الإنجليزية]‏ \| + 3 ث \| \| \| 8 \| Bram Welten [الإنجليزية]‏ \| Arkéa-Samsic \| + 3 ث \| \| \| 9 \| سامويل دومولين \| AG2R La Mondiale \| + 3 ث \| \| \| 10 \| Romain Cardis [الإنجليزية]‏ \| Direct Énergie \| + 3 ث \| \| |                   |                               |               |  |
| |                   |                               |               |  |
| مصادر: ProCyclingStats Cycling Archives |                   |                               |               |  |
| التصنيف العام |                   |                               |               |  |
| العداء | العداء            | الفريق                        | الوقت         |  |
| 1 | ماثيو فان دير بيل | Corendon-Circus               | 4 س 21 د 39 ث |  |
| 2 | مارك ساريو        | Groupama-FDJ                  | + 3 ث         |  |
| 3 | تيموثي دوبونت     | Wanty-Gobert                  | + 3 ث         |  |
| 4 | ماتيو موشيتي      | Trek-Segafredo                | + 3 ث         |  |
| 5 | Emiel Vermeulen ‏  | Van Rysel–Roubaix ‏            | + 3 ث         |  |
| 6 | جوستين جوليس      | بنجوال باوليز ساوكس دبليو بي ‏ | + 3 ث         |  |
| 7 | بيير باربييه      | Van Rysel–Roubaix ‏            | + 3 ث         |  |
| 8 | Bram Welten ‏      | Arkéa-Samsic                  | + 3 ث         |  |
| 9 | سامويل دومولين    | AG2R La Mondiale              | + 3 ث         |  |
| 10 | Romain Cardis ‏    | Direct Énergie                | + 3 ث         |  |

## المشاركون
| بنجوال باوليز ساوكس دبليو بي ‏ WVA | بنجوال باوليز ساوكس دبليو بي ‏ WVA | بنجوال باوليز ساوكس دبليو بي ‏ WVA |
| --------------------------------- | --------------------------------- | --------------------------------- |
| م                                 | عداء                              | مرتبة                             |
| 1                                 | جوستين جوليس                      | 6                                 |
| 2                                 | Aksel Nõmmela ‏                    | 36                                |
| 3                                 | بابتيست بلانكايرت                 | 46                                |
| 4                                 | Lukas Spengler ‏                   | 76                                |
| 5                                 | Lionel Taminiaux ‏                 | 54                                |
| 6                                 | Tom Wirtgen ‏                      | 68                                |
| 7                                 | Franklin Six ‏                     | 82                                |

| AG2R La Mondiale ALM | AG2R La Mondiale ALM    | AG2R La Mondiale ALM |
| -------------------- | ----------------------- | -------------------- |
| م                    | عداء                    | مرتبة                |
| 11                   | جيديميناس باجدوناس      | 61                   |
| 13                   | سامويل دومولين          | 9                    |
| 14                   | كوينتين جوريغوي         | 85                   |
| 15                   | Aurélien Paret-Peintre ‏ | 35                   |
| 16                   | Stijn Vandenbergh ‏      | 43                   |

| Groupama-FDJ GFC | Groupama-FDJ GFC | Groupama-FDJ GFC |
| ---------------- | ---------------- | ---------------- |
| م                | عداء             | مرتبة            |
| 21               | برونو أرميريل    | لم يكمل السباق   |
| 22               | ميكايل ديلاج     | 60               |
| 23               | دانيال هويلجارد  | لم يكمل السباق   |
| 24               | مارك ساريو       | 2                |
| 25               | مايلز سكوتسون    | لم يكمل السباق   |
| 26               | رامون سينكلدام   | 47               |

| Trek-Segafredo TFS | Trek-Segafredo TFS | Trek-Segafredo TFS |
| ------------------ | ------------------ | ------------------ |
| م                  | عداء               | مرتبة              |
| 31                 | فومييوكي بيبو      | لم يكمل السباق     |
| 32                 | اليكس فريم         | 94                 |
| 33                 | اليكس كيرش         | 50                 |
| 34                 | ماتيو موشيتي       | 4                  |
| 35                 | ريان مولين         | 40                 |

| أندروني جوكاتولي-سيدرمك ‏ ANS | أندروني جوكاتولي-سيدرمك ‏ ANS | أندروني جوكاتولي-سيدرمك ‏ ANS |
| ---------------------------- | ---------------------------- | ---------------------------- |
| م                            | عداء                         | مرتبة                        |
| 41                           | ماتيو بيلوتشي                | 90                           |
| 42                           | Marco Benfatto ‏              | 74                           |
| 43                           | Mattia Frapporti ‏            | 13                           |
| 44                           | Leonardo Fedrigo ‏            | لم يكمل السباق               |
| 45                           | Josip Rumac ‏                 | 23                           |
| 46                           | أندريا فيندرام               | لم يكمل السباق               |
| 47                           | Mattia Viel ‏                 | 86                           |

| Arkéa-Samsic PCB | Arkéa-Samsic PCB    | Arkéa-Samsic PCB |
| ---------------- | ------------------- | ---------------- |
| م                | عداء                | مرتبة            |
| 51               | Bram Welten ‏        | 8                |
| 52               | Thibault Guernalec ‏ | 79               |
| 53               | Benoît Jarrier ‏     | 30               |
| 54               | ألان ريو ‏           | 69               |
| 55               | Franck Bonnamour ‏   | لم يكمل السباق   |
| 56               | لوران بيشون         | 56               |
| 57               | مكسيم دانييل        | 71               |

| برجس بي إتش ‏ BBH | برجس بي إتش ‏ BBH | برجس بي إتش ‏ BBH |
| ---------------- | ---------------- | ---------------- |
| م                | عداء             | مرتبة            |
| 61               | جيتسي بول        | لم يكمل السباق   |
| 62               | ماثيو جيبسون     | لم يكمل السباق   |
| 63               | خيسوس إيزكيرا    | لم يكمل السباق   |
| 64               | Manuel Peñalver ‏ | 91               |
| 65               | دانيال لوبيز     | 18               |
| 66               | Nuno Bico ‏       | لم يكمل السباق   |
| 67               | Álvaro Robredo ‏  | 88               |

| Cofidis, Solutions Crédits COF | Cofidis, Solutions Crédits COF | Cofidis, Solutions Crédits COF |
| ------------------------------ | ------------------------------ | ------------------------------ |
| م                              | عداء                           | مرتبة                          |
| 71                             | ديميتري كلايس                  | لم يكمل السباق                 |
| 72                             | فيليبو فورتين                  | لم يكمل السباق                 |
| 73                             | Loïc Chetout ‏                  | 59                             |
| 74                             | Marco Mathis ‏                  | 14                             |
| 75                             | ايمانويل مورين                 | لم يكمل السباق                 |
| 76                             | Geoffrey Soupe ‏                | 57                             |
| 77                             | دامين توزي                     | 16                             |

| Corendon-Circus COC | Corendon-Circus COC | Corendon-Circus COC |
| ------------------- | ------------------- | ------------------- |
| م                   | عداء                | مرتبة               |
| 81                  | ستيجن ديفولدير      | 45                  |
| 82                  | لاسي نورمان هانسن   | 64                  |
| 83                  | جيمي يانسون         | 65                  |
| 84                  | Philipp Walsleben ‏  | لم يكمل السباق      |
| 85                  | ماثيو فان دير بيل   | 1                   |
| 86                  | مارتن فان تريجب ‏    | 73                  |
| 87                  | جياني فرميش         | 44                  |

| ديلكو ‏ DMP | ديلكو ‏ DMP                | ديلكو ‏ DMP     |
| ---------- | ------------------------- | -------------- |
| م          | عداء                      | مرتبة          |
| 91         | Joseph Areruya ‏           | 92             |
| 92         | ألكسيس غيران              | 67             |
| 93         | برينتون جونز              | لم يكمل السباق |
| 94         | Przemysław Kasperkiewicz ‏ | 37             |
| 95         | Jérémy Leveau ‏            | 75             |
| 96         | افالداس سيسكفهيوس         | 20             |
| 97         | Julien Trarieux ‏          | 22             |

| Direct Énergie TDE | Direct Énergie TDE  | Direct Énergie TDE |
| ------------------ | ------------------- | ------------------ |
| م                  | عداء                | مرتبة              |
| 101                | Romain Cardis ‏      | 10                 |
| 102                | داميان جودين        | لم يكمل السباق     |
| 103                | يوهان جين           | لم يكمل السباق     |
| 104                | Mathieu Burgaudeau ‏ | 53                 |
| 105                | أدريان بيتي         | 66                 |
| 106                | Alexandre Pichot ‏   | 52                 |
| 107                | Simon Sellier ‏      | لم يكمل السباق     |

| Israel Cycling Academy ICA | Israel Cycling Academy ICA | Israel Cycling Academy ICA |
| -------------------------- | -------------------------- | -------------------------- |
| م                          | عداء                       | مرتبة                      |
| 111                        | رودي باربير                | 17                         |
| 112                        | ويليام بويفن               | 41                         |
| 113                        | Clément Carisey ‏           | لم يكمل السباق             |
| 114                        | زاك ديمبستر                | 25                         |
| 115                        | سوندر هولست إنجر           | لم يكمل السباق             |
| 116                        | روي غولدستاين              | 87                         |
| 117                        | ميكيل ريم                  | 51                         |

| فريق ريوال للدراجات ‏ RIW | فريق ريوال للدراجات ‏ RIW | فريق ريوال للدراجات ‏ RIW |
| ------------------------ | ------------------------ | ------------------------ |
| م                        | عداء                     | مرتبة                    |
| 121                      | Tobias Kongstad ‏         | 78                       |
| 122                      | راسموس كواد              | لم يكمل السباق           |
| 123                      | Troels Vinther ‏          | لم يكمل السباق           |
| 124                      | Torkil Veyhe ‏            | لم يكمل السباق           |
| 125                      | أندرياس ستوكبرو          | 15                       |
| 126                      | Mathias Norsgaard ‏       | لم يكمل السباق           |
| 127                      | كريستر هاغن              | 38                       |

| رومبوت تشارلز ‏ ROC | رومبوت تشارلز ‏ ROC    | رومبوت تشارلز ‏ ROC |
| ------------------ | --------------------- | ------------------ |
| م                  | عداء                  | مرتبة              |
| 131                | لارس بوم              | 42                 |
| 132                | جاستن تيمرمانز        | 70                 |
| 133                | يسبر أسيلمان          | 72                 |
| 134                | Jan-Willem van Schip ‏ | لم يكمل السباق     |
| 135                | Elmar Reinders ‏       | لم يكمل السباق     |
| 136                | Boy van Poppel ‏       | 24                 |
| 137                | Stijn Steels ‏         | 77                 |

| سبورت فلاندرين بالويس ‏ SVB | سبورت فلاندرين بالويس ‏ SVB       | سبورت فلاندرين بالويس ‏ SVB |
| -------------------------- | -------------------------------- | -------------------------- |
| م                          | عداء                             | مرتبة                      |
| 141                        | بيت اليجارت                      | 63                         |
| 142                        | أموري كابيو                      | لم يكمل السباق             |
| 143                        | Lindsay De Vylder ‏               | 58                         |
| 144                        | Milan Menten ‏                    | 11                         |
| 145                        | Christophe Noppe ‏                | لم يكمل السباق             |
| 146                        | إدوارد بلانكايرتإدوارد بلانكايرت | 48                         |
| 147                        | Robbe Ghys ‏                      | 84                         |

| فيتال كونسبت ‏ VCB | فيتال كونسبت ‏ VCB   | فيتال كونسبت ‏ VCB |
| ----------------- | ------------------- | ----------------- |
| م                 | عداء                | مرتبة             |
| 151               | Bert De Backer ‏     | 31                |
| 152               | Corentin Ermenault ‏ | 81                |
| 153               | Adrien Garel ‏       | لم يكمل السباق    |
| 154               | Jérémy Lecroq ‏      | 83                |
| 155               | جوليان موريس        | 80                |
| 156               | Jimmy Turgis ‏       | 27                |
| 157               | جوناس فان جينشتن    | 12                |

| Wanty-Gobert WGG | Wanty-Gobert WGG | Wanty-Gobert WGG |
| ---------------- | ---------------- | ---------------- |
| م                | عداء             | مرتبة            |
| 161              | فريدريك باكارت   | 33               |
| 162              | ايمي دي جندت     | 29               |
| 163              | Tom Devriendt ‏   | لم يكمل السباق   |
| 164              | تيموثي دوبونت    | 3                |
| 165              | Yoann Offredo ‏   | لم يكمل السباق   |
| 166              | أندريا باسكولون  | لم يكمل السباق   |
| 167              | لويك فليجن       | لم يكمل السباق   |

| أموري وفيتا - برودير ‏ AMO | أموري وفيتا - برودير ‏ AMO | أموري وفيتا - برودير ‏ AMO |
| ------------------------- | ------------------------- | ------------------------- |
| م                         | عداء                      | مرتبة                     |
| 171                       | Maxence Moncassin‏         | لم يكمل السباق            |
| 172                       | Jan-André Freuler ‏        | 55                        |
| 173                       | Deins Kaņepējs ‏           | لم يكمل السباق            |
| 174                       | Kaspars Serģis ‏           | لم يكمل السباق            |
| 175                       | Ēriks Toms Gavars ‏        | لم يكمل السباق            |
| 176                       | Kristers Ansons ‏          | لم يكمل السباق            |
| 177                       | Federico Vivas ‏           | لم يكمل السباق            |

| Van Rysel–Roubaix ‏ NRL | Van Rysel–Roubaix ‏ NRL | Van Rysel–Roubaix ‏ NRL |
| ---------------------- | ---------------------- | ---------------------- |
| م                      | عداء                   | مرتبة                  |
| 181                    | بيير باربييه           | 7                      |
| 182                    | Tom Dernies ‏           | 39                     |
| 183                    | Thibault Ferasse ‏      | لم يكمل السباق         |
| 184                    | Pierre Idjouadiène ‏    | 34                     |
| 185                    | صموئيل لورو ‏           | 28                     |
| 186                    | Thomas Vaubourzeix ‏    | لم يكمل السباق         |
| 187                    | Emiel Vermeulen ‏       | 5                      |

| إتش بي بي تي بي – أوبير 93 ‏ AUB | إتش بي بي تي بي – أوبير 93 ‏ AUB | إتش بي بي تي بي – أوبير 93 ‏ AUB |
| ------------------------------- | ------------------------------- | ------------------------------- |
| م                               | عداء                            | مرتبة                           |
| 191                             | Tony Hurel ‏                     | 32                              |
| 192                             | Alo Jakin ‏                      | 49                              |
| 193                             | Kévin Le Cunff ‏                 | 21                              |
| 194                             | Flavien Maurelet ‏               | لم يكمل السباق                  |
| 195                             | Yoann Paillot ‏                  | 62                              |
| 196                             | Camille Thominet ‏               | لم يكمل السباق                  |
| 197                             | Morné van Niekerk ‏              | لم يكمل السباق                  |

| Development Team DSM–Firmenich PostNL ‏ DSU | Development Team DSM–Firmenich PostNL ‏ DSU | Development Team DSM–Firmenich PostNL ‏ DSU |
| ------------------------------------------ | ------------------------------------------ | ------------------------------------------ |
| م                                          | عداء                                       | مرتبة                                      |
| 201                                        | Nils Sinschek ‏                             | 89                                         |
| 202                                        | فيليكس غال                                 | لم يكمل السباق                             |
| 203                                        | Leon Heinschke ‏                            | 93                                         |
| 204                                        | Ben Katerberg ‏                             | لم يكمل السباق                             |
| 205                                        | Niklas Märkl ‏                              | لم يكمل السباق                             |
| 206                                        | Martin Salmon ‏                             | لم يكمل السباق                             |
| 207                                        | Jarno Mobach ‏                              | لم يكمل السباق                             |

| سوبرانو هام ايزوريكس ‏ TIS | سوبرانو هام ايزوريكس ‏ TIS | سوبرانو هام ايزوريكس ‏ TIS |
| ------------------------- | ------------------------- | ------------------------- |
| م                         | عداء                      | مرتبة                     |
| 211                       | دايفيد باوتشر             | لم يكمل السباق            |
| 212                       | Jelle Mannaerts ‏          | 19                        |
| 213                       | Abram Stockman ‏           | لم يكمل السباق            |
| 214                       | Thomas Joseph ‏            | 26                        |
| 215                       | Elias Van Breussegem ‏     | لم يكمل السباق            |
| 216                       | Julien Van den Brande ‏    | لم يكمل السباق            |
| 217                       | Arne De Groote ‏           | لم يكمل السباق            |

| بنجوال باوليز ساوكس دبليو بي ‏ WVA | بنجوال باوليز ساوكس دبليو بي ‏ WVA | بنجوال باوليز ساوكس دبليو بي ‏ WVA |
| --------------------------------- | --------------------------------- | --------------------------------- |
| م                                 | عداء                              | مرتبة                             |
| 1                                 | جوستين جوليس                      | 6                                 |
| 2                                 | Aksel Nõmmela ‏                    | 36                                |
| 3                                 | بابتيست بلانكايرت                 | 46                                |
| 4                                 | Lukas Spengler ‏                   | 76                                |
| 5                                 | Lionel Taminiaux ‏                 | 54                                |
| 6                                 | Tom Wirtgen ‏                      | 68                                |
| 7                                 | Franklin Six ‏                     | 82                                |

| AG2R La Mondiale ALM | AG2R La Mondiale ALM    | AG2R La Mondiale ALM |
| -------------------- | ----------------------- | -------------------- |
| م                    | عداء                    | مرتبة                |
| 11                   | جيديميناس باجدوناس      | 61                   |
| 13                   | سامويل دومولين          | 9                    |
| 14                   | كوينتين جوريغوي         | 85                   |
| 15                   | Aurélien Paret-Peintre ‏ | 35                   |
| 16                   | Stijn Vandenbergh ‏      | 43                   |

| Groupama-FDJ GFC | Groupama-FDJ GFC | Groupama-FDJ GFC |
| ---------------- | ---------------- | ---------------- |
| م                | عداء             | مرتبة            |
| 21               | برونو أرميريل    | لم يكمل السباق   |
| 22               | ميكايل ديلاج     | 60               |
| 23               | دانيال هويلجارد  | لم يكمل السباق   |
| 24               | مارك ساريو       | 2                |
| 25               | مايلز سكوتسون    | لم يكمل السباق   |
| 26               | رامون سينكلدام   | 47               |

| Trek-Segafredo TFS | Trek-Segafredo TFS | Trek-Segafredo TFS |
| ------------------ | ------------------ | ------------------ |
| م                  | عداء               | مرتبة              |
| 31                 | فومييوكي بيبو      | لم يكمل السباق     |
| 32                 | اليكس فريم         | 94                 |
| 33                 | اليكس كيرش         | 50                 |
| 34                 | ماتيو موشيتي       | 4                  |
| 35                 | ريان مولين         | 40                 |

| أندروني جوكاتولي-سيدرمك ‏ ANS | أندروني جوكاتولي-سيدرمك ‏ ANS | أندروني جوكاتولي-سيدرمك ‏ ANS |
| ---------------------------- | ---------------------------- | ---------------------------- |
| م                            | عداء                         | مرتبة                        |
| 41                           | ماتيو بيلوتشي                | 90                           |
| 42                           | Marco Benfatto ‏              | 74                           |
| 43                           | Mattia Frapporti ‏            | 13                           |
| 44                           | Leonardo Fedrigo ‏            | لم يكمل السباق               |
| 45                           | Josip Rumac ‏                 | 23                           |
| 46                           | أندريا فيندرام               | لم يكمل السباق               |
| 47                           | Mattia Viel ‏                 | 86                           |

| Arkéa-Samsic PCB | Arkéa-Samsic PCB    | Arkéa-Samsic PCB |
| ---------------- | ------------------- | ---------------- |
| م                | عداء                | مرتبة            |
| 51               | Bram Welten ‏        | 8                |
| 52               | Thibault Guernalec ‏ | 79               |
| 53               | Benoît Jarrier ‏     | 30               |
| 54               | ألان ريو ‏           | 69               |
| 55               | Franck Bonnamour ‏   | لم يكمل السباق   |
| 56               | لوران بيشون         | 56               |
| 57               | مكسيم دانييل        | 71               |

| برجس بي إتش ‏ BBH | برجس بي إتش ‏ BBH | برجس بي إتش ‏ BBH |
| ---------------- | ---------------- | ---------------- |
| م                | عداء             | مرتبة            |
| 61               | جيتسي بول        | لم يكمل السباق   |
| 62               | ماثيو جيبسون     | لم يكمل السباق   |
| 63               | خيسوس إيزكيرا    | لم يكمل السباق   |
| 64               | Manuel Peñalver ‏ | 91               |
| 65               | دانيال لوبيز     | 18               |
| 66               | Nuno Bico ‏       | لم يكمل السباق   |
| 67               | Álvaro Robredo ‏  | 88               |

| Cofidis, Solutions Crédits COF | Cofidis, Solutions Crédits COF | Cofidis, Solutions Crédits COF |
| ------------------------------ | ------------------------------ | ------------------------------ |
| م                              | عداء                           | مرتبة                          |
| 71                             | ديميتري كلايس                  | لم يكمل السباق                 |
| 72                             | فيليبو فورتين                  | لم يكمل السباق                 |
| 73                             | Loïc Chetout ‏                  | 59                             |
| 74                             | Marco Mathis ‏                  | 14                             |
| 75                             | ايمانويل مورين                 | لم يكمل السباق                 |
| 76                             | Geoffrey Soupe ‏                | 57                             |
| 77                             | دامين توزي                     | 16                             |

| Corendon-Circus COC | Corendon-Circus COC | Corendon-Circus COC |
| ------------------- | ------------------- | ------------------- |
| م                   | عداء                | مرتبة               |
| 81                  | ستيجن ديفولدير      | 45                  |
| 82                  | لاسي نورمان هانسن   | 64                  |
| 83                  | جيمي يانسون         | 65                  |
| 84                  | Philipp Walsleben ‏  | لم يكمل السباق      |
| 85                  | ماثيو فان دير بيل   | 1                   |
| 86                  | مارتن فان تريجب ‏    | 73                  |
| 87                  | جياني فرميش         | 44                  |

| ديلكو ‏ DMP | ديلكو ‏ DMP                | ديلكو ‏ DMP     |
| ---------- | ------------------------- | -------------- |
| م          | عداء                      | مرتبة          |
| 91         | Joseph Areruya ‏           | 92             |
| 92         | ألكسيس غيران              | 67             |
| 93         | برينتون جونز              | لم يكمل السباق |
| 94         | Przemysław Kasperkiewicz ‏ | 37             |
| 95         | Jérémy Leveau ‏            | 75             |
| 96         | افالداس سيسكفهيوس         | 20             |
| 97         | Julien Trarieux ‏          | 22             |

| Direct Énergie TDE | Direct Énergie TDE  | Direct Énergie TDE |
| ------------------ | ------------------- | ------------------ |
| م                  | عداء                | مرتبة              |
| 101                | Romain Cardis ‏      | 10                 |
| 102                | داميان جودين        | لم يكمل السباق     |
| 103                | يوهان جين           | لم يكمل السباق     |
| 104                | Mathieu Burgaudeau ‏ | 53                 |
| 105                | أدريان بيتي         | 66                 |
| 106                | Alexandre Pichot ‏   | 52                 |
| 107                | Simon Sellier ‏      | لم يكمل السباق     |

| Israel Cycling Academy ICA | Israel Cycling Academy ICA | Israel Cycling Academy ICA |
| -------------------------- | -------------------------- | -------------------------- |
| م                          | عداء                       | مرتبة                      |
| 111                        | رودي باربير                | 17                         |
| 112                        | ويليام بويفن               | 41                         |
| 113                        | Clément Carisey ‏           | لم يكمل السباق             |
| 114                        | زاك ديمبستر                | 25                         |
| 115                        | سوندر هولست إنجر           | لم يكمل السباق             |
| 116                        | روي غولدستاين              | 87                         |
| 117                        | ميكيل ريم                  | 51                         |

| فريق ريوال للدراجات ‏ RIW | فريق ريوال للدراجات ‏ RIW | فريق ريوال للدراجات ‏ RIW |
| ------------------------ | ------------------------ | ------------------------ |
| م                        | عداء                     | مرتبة                    |
| 121                      | Tobias Kongstad ‏         | 78                       |
| 122                      | راسموس كواد              | لم يكمل السباق           |
| 123                      | Troels Vinther ‏          | لم يكمل السباق           |
| 124                      | Torkil Veyhe ‏            | لم يكمل السباق           |
| 125                      | أندرياس ستوكبرو          | 15                       |
| 126                      | Mathias Norsgaard ‏       | لم يكمل السباق           |
| 127                      | كريستر هاغن              | 38                       |

| رومبوت تشارلز ‏ ROC | رومبوت تشارلز ‏ ROC    | رومبوت تشارلز ‏ ROC |
| ------------------ | --------------------- | ------------------ |
| م                  | عداء                  | مرتبة              |
| 131                | لارس بوم              | 42                 |
| 132                | جاستن تيمرمانز        | 70                 |
| 133                | يسبر أسيلمان          | 72                 |
| 134                | Jan-Willem van Schip ‏ | لم يكمل السباق     |
| 135                | Elmar Reinders ‏       | لم يكمل السباق     |
| 136                | Boy van Poppel ‏       | 24                 |
| 137                | Stijn Steels ‏         | 77                 |

| سبورت فلاندرين بالويس ‏ SVB | سبورت فلاندرين بالويس ‏ SVB       | سبورت فلاندرين بالويس ‏ SVB |
| -------------------------- | -------------------------------- | -------------------------- |
| م                          | عداء                             | مرتبة                      |
| 141                        | بيت اليجارت                      | 63                         |
| 142                        | أموري كابيو                      | لم يكمل السباق             |
| 143                        | Lindsay De Vylder ‏               | 58                         |
| 144                        | Milan Menten ‏                    | 11                         |
| 145                        | Christophe Noppe ‏                | لم يكمل السباق             |
| 146                        | إدوارد بلانكايرتإدوارد بلانكايرت | 48                         |
| 147                        | Robbe Ghys ‏                      | 84                         |

| فيتال كونسبت ‏ VCB | فيتال كونسبت ‏ VCB   | فيتال كونسبت ‏ VCB |
| ----------------- | ------------------- | ----------------- |
| م                 | عداء                | مرتبة             |
| 151               | Bert De Backer ‏     | 31                |
| 152               | Corentin Ermenault ‏ | 81                |
| 153               | Adrien Garel ‏       | لم يكمل السباق    |
| 154               | Jérémy Lecroq ‏      | 83                |
| 155               | جوليان موريس        | 80                |
| 156               | Jimmy Turgis ‏       | 27                |
| 157               | جوناس فان جينشتن    | 12                |

| Wanty-Gobert WGG | Wanty-Gobert WGG | Wanty-Gobert WGG |
| ---------------- | ---------------- | ---------------- |
| م                | عداء             | مرتبة            |
| 161              | فريدريك باكارت   | 33               |
| 162              | ايمي دي جندت     | 29               |
| 163              | Tom Devriendt ‏   | لم يكمل السباق   |
| 164              | تيموثي دوبونت    | 3                |
| 165              | Yoann Offredo ‏   | لم يكمل السباق   |
| 166              | أندريا باسكولون  | لم يكمل السباق   |
| 167              | لويك فليجن       | لم يكمل السباق   |

| أموري وفيتا - برودير ‏ AMO | أموري وفيتا - برودير ‏ AMO | أموري وفيتا - برودير ‏ AMO |
| ------------------------- | ------------------------- | ------------------------- |
| م                         | عداء                      | مرتبة                     |
| 171                       | Maxence Moncassin‏         | لم يكمل السباق            |
| 172                       | Jan-André Freuler ‏        | 55                        |
| 173                       | Deins Kaņepējs ‏           | لم يكمل السباق            |
| 174                       | Kaspars Serģis ‏           | لم يكمل السباق            |
| 175                       | Ēriks Toms Gavars ‏        | لم يكمل السباق            |
| 176                       | Kristers Ansons ‏          | لم يكمل السباق            |
| 177                       | Federico Vivas ‏           | لم يكمل السباق            |

| Van Rysel–Roubaix ‏ NRL | Van Rysel–Roubaix ‏ NRL | Van Rysel–Roubaix ‏ NRL |
| ---------------------- | ---------------------- | ---------------------- |
| م                      | عداء                   | مرتبة                  |
| 181                    | بيير باربييه           | 7                      |
| 182                    | Tom Dernies ‏           | 39                     |
| 183                    | Thibault Ferasse ‏      | لم يكمل السباق         |
| 184                    | Pierre Idjouadiène ‏    | 34                     |
| 185                    | صموئيل لورو ‏           | 28                     |
| 186                    | Thomas Vaubourzeix ‏    | لم يكمل السباق         |
| 187                    | Emiel Vermeulen ‏       | 5                      |

| إتش بي بي تي بي – أوبير 93 ‏ AUB | إتش بي بي تي بي – أوبير 93 ‏ AUB | إتش بي بي تي بي – أوبير 93 ‏ AUB |
| ------------------------------- | ------------------------------- | ------------------------------- |
| م                               | عداء                            | مرتبة                           |
| 191                             | Tony Hurel ‏                     | 32                              |
| 192                             | Alo Jakin ‏                      | 49                              |
| 193                             | Kévin Le Cunff ‏                 | 21                              |
| 194                             | Flavien Maurelet ‏               | لم يكمل السباق                  |
| 195                             | Yoann Paillot ‏                  | 62                              |
| 196                             | Camille Thominet ‏               | لم يكمل السباق                  |
| 197                             | Morné van Niekerk ‏              | لم يكمل السباق                  |

| Development Team DSM–Firmenich PostNL ‏ DSU | Development Team DSM–Firmenich PostNL ‏ DSU | Development Team DSM–Firmenich PostNL ‏ DSU |
| ------------------------------------------ | ------------------------------------------ | ------------------------------------------ |
| م                                          | عداء                                       | مرتبة                                      |
| 201                                        | Nils Sinschek ‏                             | 89                                         |
| 202                                        | فيليكس غال                                 | لم يكمل السباق                             |
| 203                                        | Leon Heinschke ‏                            | 93                                         |
| 204                                        | Ben Katerberg ‏                             | لم يكمل السباق                             |
| 205                                        | Niklas Märkl ‏                              | لم يكمل السباق                             |
| 206                                        | Martin Salmon ‏                             | لم يكمل السباق                             |
| 207                                        | Jarno Mobach ‏                              | لم يكمل السباق                             |

| سوبرانو هام ايزوريكس ‏ TIS | سوبرانو هام ايزوريكس ‏ TIS | سوبرانو هام ايزوريكس ‏ TIS |
| ------------------------- | ------------------------- | ------------------------- |
| م                         | عداء                      | مرتبة                     |
| 211                       | دايفيد باوتشر             | لم يكمل السباق            |
| 212                       | Jelle Mannaerts ‏          | 19                        |
| 213                       | Abram Stockman ‏           | لم يكمل السباق            |
| 214                       | Thomas Joseph ‏            | 26                        |
| 215                       | Elias Van Breussegem ‏     | لم يكمل السباق            |
| 216                       | Julien Van den Brande ‏    | لم يكمل السباق            |
| 217                       | Arne De Groote ‏           | لم يكمل السباق            |

## وصلات خارجية
- الموقع الرسمي
- لمحة عن سباق جائزة دينين الكبرى 2019 على موقع  ProCyclingStats   (برو  سايكلنج  ستاتس) - إحصاءات  محترفي  الدراجات.

- جائزة دينين الكبرى 2019 على موقع إحصائيات الدراجات الإحترافية (الإنجليزية)
- جائزة دينين الكبرى 2019 في موقع Cycling Archives سايكلنج أركايفز